# Briquetia spicata
Briquetia spicata là một loài thực vật có hoa trong họ Cẩm quỳ. Loài này được (Kunth) Fryxell mô tả khoa học đầu tiên năm 1976.